# Vlaamse Socialistische Zelfstandigen
De Vlaamse Socialistische Zelfstandigen (VSZ) was een Belgische socialistische middenstandsorganisatie.

## Geschiedenis
Tot de jaren 30 was er, op enkele specifieke mandatarissen na waaronder Léon Meysmans, weinig initiatief naar de middenstand vanuit de socialitische beweging. Hierin kwam verandering na een tussenkomst in 1933 van senator Arthur Wauters over de middenstandsproblematiek, waarna een eerste socialistisch middenstandsprogramma werd uitgewerkt. De BWP richtte zich in deze periode voornamelijk op de winkeliers-huurders. Hierop volgend werden het Brusselse en Luikse Comité d’Action pour la Défense des Intérêts Généraux du Petit et Moyen Commerce opgericht. Drijvende kracht in het Brusselse milieu werd de kruidenier Joseph Née die een kleinhandelaarscampagne opzette tegen de grootwarenhuizen. In augustus 1933, na onder meer een lichtstaking te hebben georganiseerd, publiceerde Née het Charte des commerçants. Hierin formuleerde hij onder meer eisen als de 'wettelijke bescherming van de handelseigendom', 'optreden tegen zwartwerk' en de 'bescherming van de kleinhandel tegen de grootwarenhuizen'. Later volgde onder invloed van het “planisme” de oprichting van een 'middenstandscommissie' in de schoot van de BWP en een Socialistische Onderlinge Kas voor Kinderbijslag (1938) opgericht. 
In de jaren 1950 werd de dienstverlening naar de middenstand binnen de socialistische zuil verder uitgebreid en werden onder meer de Mechelse Socialistische Vereniging voor Handelaars, Ambachtslieden en Kleinnijveraars (1954) van Antoon Spinoy, de Antwerpse provinciale federatie Eigen Kracht, de Luikse Groupement Socialiste des Professions Indépendantes en de socialistische “Vriendenkring” van Guy Cudell te Brussel opgericht. In november 1958 werd het Socialistisch Cultureel Centrum voor Zelfstandigen “Eigen Kracht” opgericht. In 1962 volgde de oprichting van het Socialistisch Verbond van Zelfstandigen (SVZ), dat drie jaar later hernoemd werd tot het Nationaal Verbond De Zelfstandige Arbeiders van België (NVZAB). Datzelfde jaar werd door de Socialistische Mutualiteiten de Nationale Federatie der Zelfstandigen (NFZ) opgericht, in 1968 gevolgd door de oprichting van de Sociale Verzekeringskas De Zelfstandige Arbeiders van België. Eind jaren '70 werd gestart met de federalisering van het NVZAB, dit resulteerde in 1990 in de oprichting van de Vlaamse Socialistische Zelfstandigen (VSZ).
In 2001 fusioneerde de organisatie met het Syndicaat der Zelfstandigen & KMO's (SDZ) en het Syndicat des Indépendants (SDI) tot de Federatie van Belgische Zelfstandige Ondernemers (FEBEZO).

## Structuur

### Voorzitters
| Tijdspanne | Voorzitter  |
| ---------- | ----------- |
| ? - 2010   | Luc Carsauw |